# Crazy Lee, agent secret coréen
Pour plus de détails, voir Fiche technique et Distribution.
Crazy Lee, agent secret coréen, également connu sous le titre de Dachimawa Lee (hangul: 다찌마와 리: 악인이여 지옥행 급행열차를 타라!; RR : Dajjimawa Ri: Aginiyeo Jiokhaeng Geuphaengyeolchareul Tara), est un film sud-coréen réalisé par Ryoo Seung-wan, sorti en 2008.

## Synopsis
Sous l'occupation japonaise qui occupe la Corée, l'espion légendaire coréen Crazy Lee est chargé de récupérer le Bouddha d'or qui a été dérobé et de déjouer les complots qui se trament dans l'ombre mais sa mission se voue à l'échec, perdant la précieuse statue et sa partenaire Mireille ...

## Fiche technique
- Titre original : 다찌마와 리: 악인이여 지옥행 급행열차를 타라!, Dajjimawa Ri: Aginiyeo Jiokhaeng Geuphaengyeolchareul Tara
- Réalisation : Ryoo Seung-wan
- Scénario : Ryoo Seung-wan et Kwon Hyeok-jae, basé sur le court métrage Dachimawa Lee
- Photographie : Cho Yong-gyu
- Montage : Nam Na-yeong
- Musique : Choi Seung-hyun, Lee Yong-bum et Kim Woo-khun
- Direction de la production : Kim Young-ho et Baek Hyun-ik
- Production : Kim Jung-min
- Producteur exécutif : Cho Sung-min
- Direction artistique : Kim Sung-kyu
- Coordinateur artistique : Kim Jang-won et Jo Kyoung-hum
- Costumes : Kim No-hyung, Rim Je-hyn, Park Eun-ju, Cha In-cheol et Jang Moon-jung
- Sociétés de production : Showbox/Mediaplex et Filmmaker R & K (Corée du Sud)
- Sociétés de distribution : Showbox/Mediaplex (Corée du Sud), Splendid Film (Allemagne), Wild Side Films (France), Asian Crush et Digital Media Rights (États-Unis)
- Pays d'origine :  Corée du Sud
- Langue originale : Coréen, mandarin et l'anglais
- Format : Couleur - 2.35 : 1
- Dates de sortie : 
  -  Corée du Sud : 13 août 2008
- Traductions du titre :
  - (en) Dachimawa Lee
  - (de) Special Agent Lee
  - (nl) The Chase of the Golden Buddha
  - (th) Dachimawa Lee - ดาชิมาวา ลี สายลับพยัคฆ์เลื้อย

## Distribution
- Im Won-hee (VFB : Mathieu Moreau) : Crazy Lee / Dachimawa Lee
- Park Si-yeon (VFB : Julie Basecqz) : Mireille / Ma-ri
- Oh Ji-hye (VFB : France Bastoen) : Madame Jang
- Gong Hyo-jin (VFB : Alexandra Corréa) : Keum Yeon-ja
- Ahn Gil-kang (VFB : Philippe Résimont) : Jin-sang 6
- Kim Byeong-ok (VFB : Lionel Bourguet) : Chef Wang
- Hwang Bo-ra : Fille étrange
- Kim Su-hyeon : Dama Ne-gi
- Ryoo Seung-bum : Border Lynx
- Jo Deok-hyeon : Hoo Gga-shi
- Lee Jeong-heon : Ya-shi
- Jung Woo : Capitaine MP
- Gary
- Gil Seong-joon
- Jung Doo-hong : Guard 1
- Ryoo Seung-wan : Speaker